# Separator hidrocarburi
Separator hidrocarburi - echipament specializat pentru fitrarea apelor reziduale contaminate cu produse și subproduse petroliere, uleiuri minerale sau emulsii ușoare de origine petrolieră. Legislația de mediu a Uniunii Europene obligă operatorii economici care grenerează ape contaminate cu hidrocarburi să filtreze aceste ape reziduale prin intermediul unui separator de hidrocarburi înainte ca acestea să fie deversate în sistemul de canalizare. Aceasta masură a fost impusă pentru protejarea mediului înconjurator.

### Standarde aplicabile
SR EN 858-1:2002/A1:2005
SR EN 858-1:2002
Separatoare de lichide ușoare (de exemplu, hidrocarburi). Partea 1: Principii pentru proiectare, performanțe și încercări, marcare și controlul calității.

### Principii de funcționare
Separație prin intermediul camerelor de separație fără aport de energie. Apele contaminte vor fi filtrate gravitațional, vezi dinamica fluidelor, prin trecerea succesivă a apelor reziduale prin camerele de separație din separatorul de hidrocarburi.
Separație prin intermediul filtrelor de coalescență. Apele contaminte vor fi filtrate prin trecerea acestora printr-o succesiune de filtre concepute special pentru captarea hidrocarburilor din aceste ape reziduale. In acest caz, filtrarea se face sub presiune cu ajutorul unor pompe specializate.
Ambele metode de filtrare sunt acceptate de legislația de mediu din România.

### Domenii de aplicare[4]
- spălatorii auto
- vopsitorii
- parcări auto
- benzinarii
- fabrici
- service auto
- parc dezmembrari auto
- platforme industriale
- piete agro alimentare

## Legaturi externe
- Agenția Națională Pentru Protecția Mediului Arhivat în 29 septembrie 2008, la Wayback Machine.
- Admnistrația Națională Apele Române Arhivat în 12 ianuarie 2021, la Wayback Machine.
- Uniunea Europeană